# EcoRV

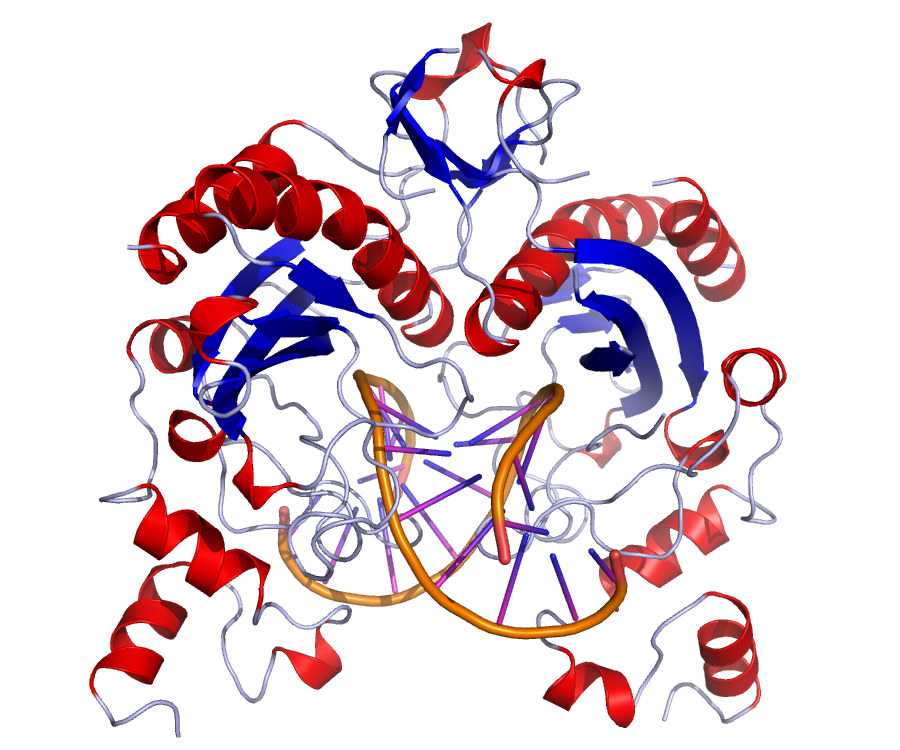
Struktura EcoRV w kompleksie z dwuniciowym DNA

EcoRV (wym. [eko er pięć], ewentualnie [eko er fał]) – endonukleaza restrykcyjna typu II, wyizolowana po raz pierwszy ze szczepu pałeczki okrężnicy, będąca częścią bakteryjnego systemu modyfikacji restrykcyjnych.
W biologii molekularnej enzym EcoRV jest używany jako restrykcyjny. Przy cięciu DNA tworzy końce tępe (czyli nie końce lepkie). Rozpoznawana i cięta przez enzym jest palindromowa sekwencja 5'-GAT▼ATC-3' (nić komplementarna 3'-CTA▲TAG-5').

## Struktura
Struktura przestrzenna enzymu została rozwiązana metodami rentgenograficznymi w 1997 roku.

### Strukturatrzecio-iczwartorzędowa
Rdzeń enzymu składa się z pięcioniciowych harmonijek beta flankowanych przez helisy alfa. Motyw ten jest konserwatywnie zachowany we wszystkich innych restrykcyjnych endonukleazach typu II. W strukturze można także wyróżnić N-końcową subdomenę dimeryczną, utworzoną przez krótka helisę α, dwuniciowe przeciwrównoległe harmonijki β i długą helisę α. Ta subdomena jest obecna wyłącznie w enzymach EcoRV i PvuII.

## Działanie
Podobnie do EcoRI, EcoRV tworzy homodimer, zanim zwiąże się z DNA i rozpozna swoje miejsce cięcia. Początkowo enzym słabo wiąże się z nicią DNA, po czym zaczyna poruszać się po niej losowo, szukając rozpoznawanego miejsca restrykcyjnego. EcoRV cechuje duża swoistość w rozpoznawaniu sekwencji docelowej, szczególnie in vivo. Po związaniu DNA w miejscu restrykcyjnym enzym wymusza zmiany konformacyjne DNA, wyginając jego nić o około 50°. W rezultacie rozluźnia to oddziaływania między parami zasad, poszerza małą bruzdę, a zacieśnia dużą bruzdę w cząsteczce DNA. To zbliża, podlegające cięciu, wiązania fosfodiestrowe do miejsca aktywnego enzymu. Samo cięcie nie wymaga hydrolizy ATP. EcoRV jest jedyną znaną restryktazą II typu wywołującą tak duże zmiany konformacyjne w DNA.

## Zastosowania
Z powodu swojej selektywności i swoistego miejsca cięcia, które następnie może ulec ligacji (choć mniej efektywnej, z powodu końców tępych) (zob. ligaza), enzym ten jest używany w biologii molekularnej, szczególnie w technice klonowania. Enzym do poprawnej pracy wymaga dodania do buforu surowiczej albuminy wołowej.